# Chadstone
Chadstone är en del av en befolkad plats i Australien. Den ligger i kommunen Monash och delstaten Victoria, omkring 14 kilometer sydost om delstatshuvudstaden Melbourne. Antalet invånare är 12 357.
Runt Chadstone är det mycket tätbefolkat, med 1 411 invånare per kvadratkilometer.. Närmaste större samhälle är Melbourne, omkring 14 kilometer nordväst om Chadstone. 
Runt Chadstone är det i huvudsak tätbebyggt. Genomsnittlig årsnederbörd är 1 244 millimeter. Den regnigaste månaden är juli, med i genomsnitt 140 mm nederbörd, och den torraste är januari, med 49 mm nederbörd.